# District de Kitatsugaru
Le district de Kitatsugaru (北津軽郡, Kitatsugaru-gun) est un district de la préfecture d'Aomori, au Japon.

## Géographie

### Démographie
Lors du recensement de 2000, la population du district de Kitatsugaru était de 61 975 habitants répartis sur une superficie de 542 km2.

### Municipalités du district
- Itayanagi
- Tsuruta
- Nakadomari